# 阿斯摩太

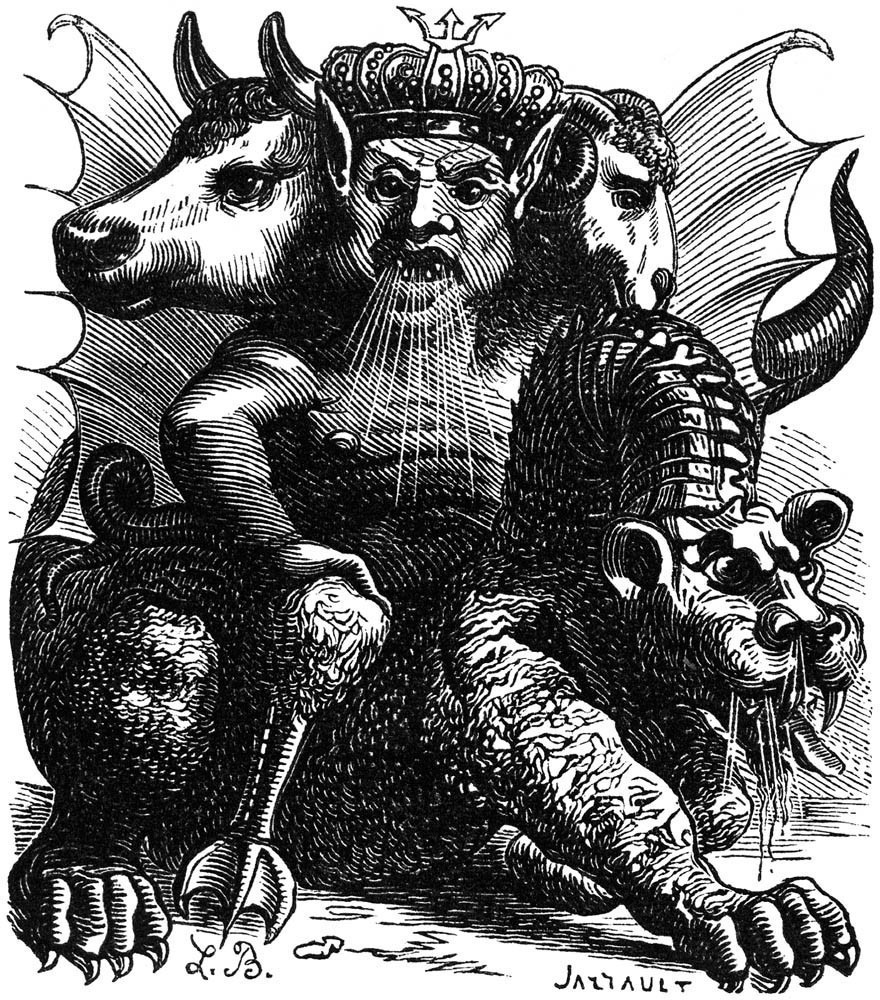
科兰·戴·布兰西在《地獄辭典》中描繪的阿斯摩太

阿斯摩太（英文：Asmodeus，希伯來文：אשמדאי，Ashmedai），亦譯作阿斯莫德，是出現在次經《多俾亞傳》及猶太經典《塔木德》中的惡魔，在神秘學書籍《所羅門的小鑰匙》中是七十二位魔神之一，排第32位的魔神，位階為王，統帥72個軍團，被十八惡靈所侍奉的女王。並且被傳為代表七大罪中色慾的魔王。且被描繪成一個擁有女性的頭外，還有著一個牛頭、一個羊頭，共有三個頭的外表。

## 詞源

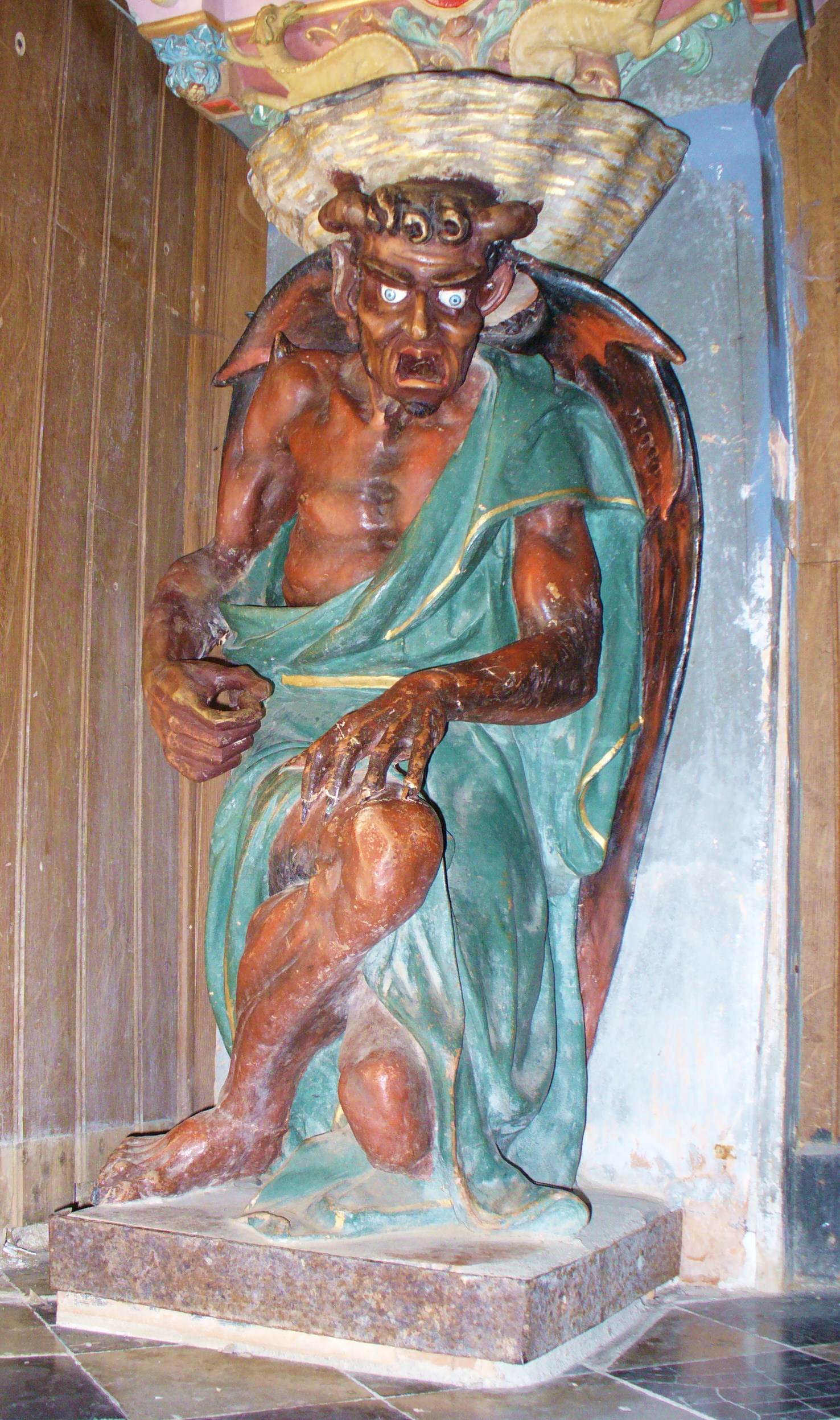
雷恩堡中的阿斯摩太雕像。

阿斯摩太這個詞的字根一般認為源自於阿維斯陀語的『aēšma-daēva』，其中『aēšma』指憤怒，而『daēva』指惡魔。

## 各文獻的記載

### 多俾亞傳
多俾亞傳中提到阿斯摩太附在辣古耳的女兒撒辣身上，她的七任丈夫在和她圓房前都遭他殺害。，但是多俾亞在託名大阿納尼雅的兒子阿匝黎雅的總領天使拉斐爾幫助及指示下，在洞房夜時以燃燒魚的心、肝的煙驅除了之後又被拉斐爾追上綑綁。

### 塔木德
阿斯摩太在塔木德中的描述比起多俾亞傳中較少惡行惡狀的描述，比較被描寫為一個好相處且幽默的傢伙，不過和多俾亞傳中類似的是，在塔木德中他將慾望的對象轉向拔示巴和所羅門的妻子們。不過這裡的他也比較像個好色之徒而非兇惡的惡魔。
在其他傳奇中，它也被所羅門欺騙去建造神殿，但在另一故事中，變成是跟隨他多年。
在其他故事中，他被寫為所有陰影之王。
還有個故事，講述他娶了四大魔女之中的莉莉斯。

### 所羅門的遺囑
在寫於西元一到三世紀且偽托是所羅門王所做的猶太教偽經所羅門的遺囑中提到所羅門召換役使的諸惡魔中，它預言了未來以色列國的分裂（該書5:4-5），也提及自己曾被天使拉法爾驅除過，和它討厭水和鳥。

### 地獄辭典
在十五世紀由法國科蘭·普朗西所寫的地獄辭典一書中有描繪其外貌為擁有吐火的人、公牛、綿羊三顆頭及有著一條蛇尾巴，公雞腿。騎著一隻有龍的飛翼和獅子的脖子的怪物。（見附圖）

### 所羅門的小鑰匙
在中世紀偽託為所羅門王所寫的《所羅門的小鑰匙》中將它描述為所羅門七十二柱魔神之一，統領著七十二個軍團的王者。

## 後來的描述

### 在流行文化中
- 在電影《梵蒂岡驅魔士》中，阿斯摩太（Asmodeus）被描繪成一個強大且邪惡的惡魔。他是影片中主要的反派角色之一，並且與梵蒂岡教廷隱藏的黑暗秘密有關。阿斯摩太的存在揭示了教廷數世紀以來試圖掩蓋的驚人秘密，並且在驅魔儀式中展現出極大的威脅。
- 輕小說《關於我轉生變成史萊姆這檔事》魔王露米娜絲持有技能 大罪系究極技能《色慾之王》阿斯蒙蒂斯。
- 漫畫《入間同學入魔了！》 中的阿斯莫德・艾利斯（アスモデウス・アリス Asmodeus Alice），其姓氏即是源自所羅門七十二柱魔神中排第32位魔神阿斯摩太。
- 網路遊戲《天堂R》傲慢之塔與支配者之塔10樓怪物
- 網路動畫《極惡老大》中，為地獄的「色慾之環」的霸主與當地著名的情侶俱樂部「奧茲館（OZZIE）」的所有人
- 中国电子游戏《原神》的角色阿斯莫代，被称为「空之执政」的“原初四影”之一，其名字来源于阿斯蒙蒂斯。是她导致了主角兄妹分离而引发故事。